# King's Road
King's Road (aussi écrit Kings Road) est une avenue de la ville de Londres, Royaume-Uni. Située dans le quartier de Chelsea, elle est associée au style des années 1960 et à des figures de la mode telles que Mary Quant et Vivienne Westwood. 

## Situation et accès
Cette avenue relie Sloane Square dans le borough londonien de Kensington et Chelsea au borough londonien de Hammersmith et Fulham en traversant Chelsea et Fulham.
On trouve à son extrémité est la station de métro  Sloane Square, desservie par les lignes  Circle  District,

## Origine du nom
King's Road, route du Roi en français, doit son nom à son passé de route privée utilisée par le roi Charles II pour se rendre à Kew.

## Historique

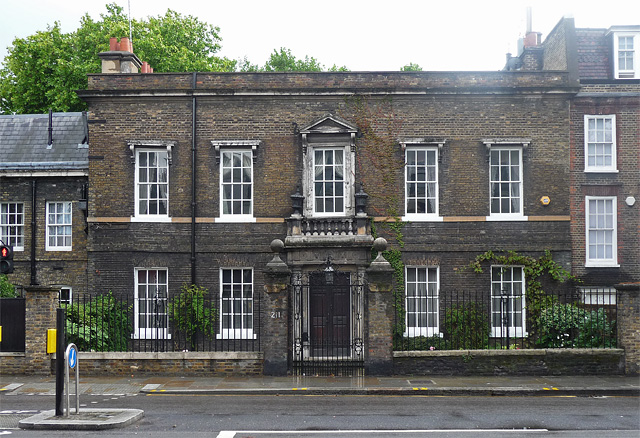
N° 211 : Argyll House (1723).

Cette voie reste dans le domaine royal jusqu’en 1830, même si certaines personnes, proches du pouvoir, peuvent également l’emprunter. Quelques maisons datent du début du XVIIIe siècle.
Dans les années hippies et punks, la rue est un haut-lieu de la contreculture.
C'est aujourd'hui une rue très commerçante avec de nombreuses boutiques de prêt-à-porter.

## Bâtiments remarquables et lieux de mémoire
- No 138a : en 1955 est inaugurée à cette adresse la boutique de la couturière Mary Quant[1] ; elle porte le nom de Bazaar[2],[3].
- No 195 : Chelsea Town Hall, ancien hôtel de ville de Chelsea, actuellement bibliothèque et lieu d'expositions.
- No 211 : Argyll House (1723)[4].
- No 213 : en 1908, la mécène américaine Winnaretta Singer achète cette maison[5]. Parmi les résidents, on a également compté l’écrivain Somerset Maugham et son épouse la décoratrice Syrie Maugham, ainsi que l'actrice Judy Garland et sa famille qui y ont brièvement vécu[6]. Le réalisateur et producteur Carol Reed a habité à cette adresse de 1948 à sa mort en 1976.
- No 215 : le compositeur Thomas Arne (1710-1778) a vécu ici et y aurait composé la chanson patriotique Rule, Britannia!. L’actrice Ellen Terry habite la maison de 1904 à 1920. L’écrivain et comédien Peter Ustinov y réside également.
- No 430 : emplacement de la boutique de la styliste Vivienne Westwood.